# Deniz Orhun
Deniz Orhun (Ankara, 1974) és una cuinera (xef) i escriptora de gastronomia turca. També va fer programes de televisió com ara Pastane, Deniz'den Mutfak Hikayeleri (Contes de cuina de Deniz) i Ramazan Sofrası (sofra de Ramadà).